# T. P. 매케나
토머스 패트릭 매케나(영어: Thomas Patrick McKenna, 1929년 9월 7일 ~ 2011년 2월 13일)는 아일랜드의 배우이다.
런던에서 사망하였다.

## 영화
- 리버틴 (2004년)
- 보이스 프럼 카운티 클레어 (2003년)
- 아메리칸 (1998년)
- 적과 흑 (1993년)
- 카리브해의 수수께끼 (1989년)
- 발몽 (1989년)
- 페어 시티 (1988년)
- 광란자 잭 (1988년)
- 레드 스콜피온 (1988년)
- 캐주얼티 (1986년)
- 영국 병원 (1982년)
- 홀로코스트 (1978년)
- 젊은 예술가의 초상 (1977년)
- 크라운 코트 (1972년)
- 어둠의 표적 (1971년)
- 비스트 인 더 셀러 (1970년)
- 천일의 앤 (1969년)
- 차즈 오브 더 라이트 브리게이드 (1968년)
- 영 캐시디 (1965년)
- 더 웬즈데이 플레이 (1964년)
- 세인트(영어판) (1962년)
- 지옥에서 악수하라 (1959년)